# Gypsophila microphylla
Gypsophila microphylla är en nejlikväxtart som först beskrevs av Alexander Gustav von Schrenk, och fick sitt nu gällande namn av Edward Fenzl. Gypsophila microphylla ingår i släktet slöjor, och familjen nejlikväxter. Inga underarter finns listade i Catalogue of Life.